# Бернгард Меєр
Бернгард Меєр (нім. Bernhard Meyer) — німецький лікар і натураліст.

## Біографія
Син хірурга і стоматолога Якоба Меєра, він вивчав медицину в Марбурзі, щоб отримати диплом у 1790 році. З 1791 р. він працював лікарем у Ганау, а в 1795 р. був особистим лікарем вдови ландграфа Гессен-Касселя. Потім він керував аптекою в Оффенбаху і, розбагатівши, присвятив себе природничій історії та орнітології. Він суворо застосовував ліннеївські принципи. У цей час великої діяльності для німецької орнітології він справив певний вплив, зокрема тому, що дотримувався "Натурфілософії", створеної Лоренцом Океном (1779–1851).

## Деякі публікації
- 1799: Oekonomisch-technische Flora der Wetterau (у співавторстві з Ф. Г. Гертнером і Й. Шербіусом)
- 1806: Naturgeschichte der Vögel Deutschlands (у співавторстві з Йоганом Вольфом)
- 1810–1822: Taschenbuch der deutschen Vögelkunde (у співавторстві з Йоганом Вольфом)